# فيتور سانتوس
فيتور سانتوس هو لاعب كرة قدم برتغالي في مركز الوسط، ولد في 1 يونيو 1958 في شيمويو في موزمبيق. شارك مع منتخب البرتغال لكرة القدم. أما مع النوادي، فقد لعب مع سبورتينغ براغا ونادي ليتشويس.

## وصلات خارجية
- فيتور سانتوس على موقع قاعدة بيانات كرة القدم.إي يو (الإنجليزية)
- فيتور سانتوس على موقع ناشيونال فوتبول تيمز (الإنجليزية)
- فيتور سانتوس على موقع عالم كرة القدم.نت (الإنجليزية)